# Zullwil
Zullwil és un municipi del cantó de Solothurn (Suïssa), situat al districte de Thierstein.

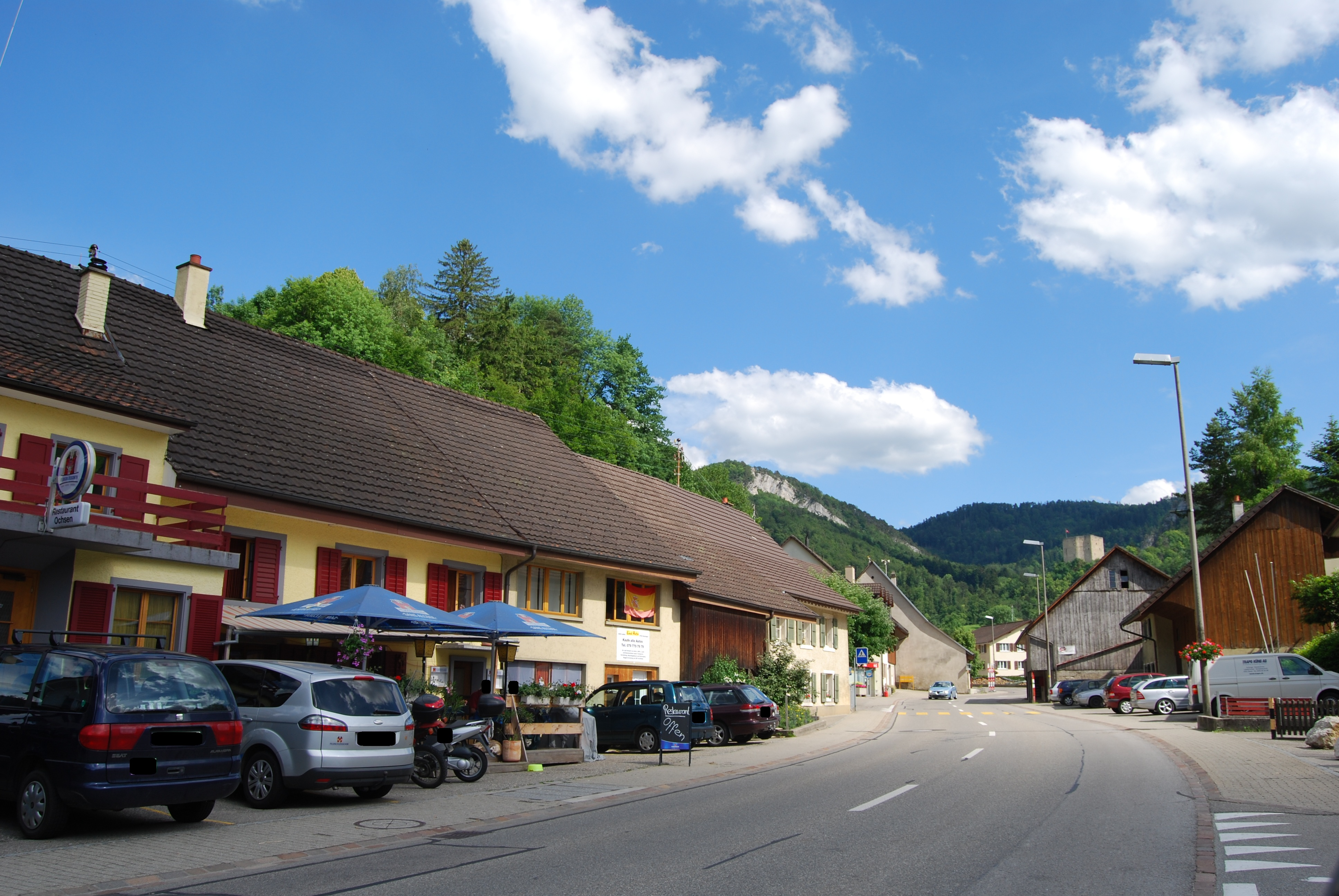
Zullwil